# Miedzichowo
Miedzichowo è un comune rurale polacco del distretto di Nowy Tomyśl, nel voivodato della Grande Polonia.
Ricopre una superficie di 208,51 km² e nel 2004 contava 3 812 abitanti.